# Consiglio Democratico Siriano
Il Consiglio Democratico Siriano (in arabo مجلس سوريا الديمقراطية, in siriaco ܡܘܬܒܐ ܕܣܘܪܝܐ ܕܝܡܩܪܛܝܬܐ translit. "Mawtbo d'Suriya Demoqraṭoyto", in curdo Meclîsa Sûriya Demokratîk, MSD) è l'ala politica delle Forze Democratiche Siriane, insieme di milizie a prevalenza curda e araba costituitosi nelle aree a prevalenza curda della Siria nord-orientale, il cosiddetto Rojava, nel contesto della guerra civile siriana.
Nasce a fine 2015 dall'allargamento del Comitato nazionale di coordinazione delle forze di cambio democratico (fondato nel 2011) e costituisce il "parlamento" del Rojava.
| Controllo di autorità | VIAF (EN) 1515170405890644380006 · GND (DE) 1314690698 |